# Дворє (Церклє-на-Горенськем)
Дворє (словен. Dvorje) — поселення в общині Церклє-на-Горенськем, Горенський регіон, Словенія. Висота над рівнем моря: 416,5 м.